# Mètode espectromètric
Els  mètodes espectromètric  són un mètode instrumentals emprats en Química analítica basats en la interacció de la radiació electromagnètica, o altres partícules, amb un anàlit per identificar o determinar la seva concentració. Alguns d'aquests mètodes també es fan servir en altres àrees de la química per elucidació d'estructures.
Aquests mètodes utilitzen tècniques que es divideixen en  tècniques espectroscòpiques  i  tècniques no espectroscòpiques . Les tècniques espectroscòpiques són aquelles en l'anàlit pateix processos d'absorció ,  emissió  o  luminescència . La resta correspon a tècniques no espectroscòpiques.
Les tècniques espectroscòpiques es diferencien també segons la forma en què es troba l'anàlit en el moment en què pateix el procés espectroscòpic, donant lloc a l'espectroscòpia atòmica i a l'espectroscòpia molecular .
Segons el rang d'energia que presenti la radiació electromagnètica hi ha diferents tècniques, per exemple, espectroscòpia d'infraroig, espectroscòpia de ressonància magnètica nuclear, etc.
Les tècniques no espectroscòpiques aprofiten diferents propietats de la radiació electromagnètica, com l'índex de refracció o la dispersió.
Una altra tècnica important és l'espectrometria de masses, també emprada en química orgànica per a l'elucidació d'estructures moleculars.